# Pilisszántó, Pesta
Pilisszántó (în slovacă Santov) este un sat în districtul Pilisvörösvár, județul Pesta, Ungaria, având o populație de 2.743 de locuitori (2011).

## Demografie
Componența etnică a satului Pilisszántó
     Maghiari (75,13%)
     Slovaci (21,82%)
     Germani (1,86%)
     Necunoscut (0,54%)
     Alții (0,65%)
Componența confesională a satului Pilisszántó
     Romano-catolici (49%)
     Fără religie (18,52%)
     Reformați (6,31%)
     Atei (2,62%)
     Necunoscută (22,17%)
     Alte religii (2,77%)
Conform recensământului din 2011, satul Pilisszántó avea 2.743 de locuitori. Din punct de vedere etnic, majoritatea locuitorilor (75,13%) erau maghiari, existând și minorități de slovaci (21,82%) și germani (1,86%). Apartenența etnică nu este cunoscută în cazul a 0,54% din locuitori. Nu există o religie majoritară, locuitorii fiind romano-catolici (49,0%), persoane fără religie (18,52%), reformați (6,31%) și atei (2,62%). Pentru 22,17% din locuitori nu este cunoscută apartenența confesională.